# Amalie Wilmans
Amalie Wilmans (* um 1800; † nach 1848) war eine deutsche Zeichnerin und Stilllebenmalerin. Sie wirkte in Berlin.

## Leben
Wilmans beschickte von 1834 bis 1848 Ausstellungen der Berliner Akademie. Diese ernannte sie wegen „ihrer Leistungen in der Frucht- und Blumenmalerei“ im Jahr 1841 zur „akademischen Künstlerin“. In den 1840er Jahren nahm sie Privatunterricht bei dem Stilllebenmaler Johann Wilhelm Preyer.